# NGC 6044
NGC 6044 (również IC 1172 lub PGC 57015) – galaktyka soczewkowata (S0), znajdująca się w gwiazdozbiorze Herkulesa. Odkrył ją Lewis A. Swift 27 czerwca 1886 roku.